# Johann Georg Schnitzer
Johann Georg Schnitzer (* 1. Juni 1930 in Freiburg im Breisgau; † 3. Dezember 2023 in Friedrichshafen) war ein deutscher Zahnarzt und Sachbuchautor. Er bezeichnete sich selbst als Forscher. Schnitzer war darüber hinaus Entwickler verschiedener Getreidemühlen mit Steinmahlwerk. Seit den 1970er Jahren propagierte er die nach ihm benannte Schnitzer-Kost. Diese rohkostbetonte, vegetarische Diät wurde von Schnitzer mit einem Präventions- und Heilungsversprechen bezüglich diverser Erkrankungen verbunden. Zur Begründung vertrat er alternative Theorien über die Pathogenese und Pathophysiologie dieser Erkrankungen und formulierte zugleich Kritik an der etablierten Medizin. Schnitzer war Gegner von Amalgamfüllungen und Fluoridierung und lag u. a. darüber im Streit mit Standesorganisationen.

## Leben
Johann Georg Schnitzer wurde als Sohn des Zahnarztes Otto Schnitzer geboren. Er besuchte die Schule in St. Georgen und in Villingen im Schwarzwald. Ab 1950 studierte Schnitzer Zahnmedizin an der Albert-Ludwigs-Universität Freiburg. Das Studium enttäuschte ihn insofern, als er dort wenig über den Zusammenhang zwischen der Ernährung und dem Auftreten der Zahnkaries erfuhr. Er beendete das Studium nach vier Jahren mit dem Staatsexamen. 1955 begann Schnitzer seine Assistenzzeit im schweizerischen Zweisimmen, von wo aus er nach Solothurn wechselte. Die Promotion zum „Dr. med. dent.“ beendete er 1956 mit der Arbeit Untersuchungen über die Abrasions- und Reinigungswirkung verschieden grober Zahnreinigungsmittel. Auf Bitten des Vaters trat Schnitzer 1958 in die väterliche Praxis in St. Georgen ein. Diese Anstellung empfand er jedoch nicht als zufriedenstellend: Er hatte zu wenig Freiheit in der Patientenbehandlung und bekam nur ein geringes Gehalt. Daraufhin begann Schnitzer mit der Entwicklung zahntechnischer Modell- und Abdruckmassen. Die verkaufte er erfolgreich über die 1958 gegründete Firma „Val S. Gallé“. Schnitzer war in erster Ehe mit Waltraud Gallé verheiratet.
Er erhielt zahlreiche Anregungen, sich mit dem Zusammenhang zwischen Ernährung, Zahnkaries und Gesundheit im Allgemeinen zu beschäftigen. Sein Vater besaß das 1950 erschienene Buch Der Vollwert der Nahrung von Werner Kollath und hatte sich bereits 1925 in der eigenen Doktorarbeit mit Aspekten der Zahnkaries beschäftigt. Mit dem Schweizer Zahnarzt Adolf Roos, der wie einige andere die Zusammenhänge zwischen Ernährung einerseits und Zahnverfall und allgemeiner Gesundheit andererseits erforschte, entstand ein reger Briefwechsel. In den folgenden Jahren knüpfte Schnitzer Kontakte zu Personen und Organisationen, die im weitesten Sinne der Lebensreformbewegung zugerechnet werden können. Unter anderem nahm Schnitzer im Herbst 1961 an einer Tagung teil, wo er einen Vortrag des Präsidenten der Internationalen Gesellschaft für Nahrungs- und Vitalstoff-Forschung (IVG), Hans Adalbert Schweigart, hörte. Im Januar 1962 wurde er Mitglied in der IVG und nahm danach an deren Tagungen teil. Im selben Jahr übernahm er die väterliche Zweitpraxis im Nachbarort Mönchweiler. Im Rahmen seiner zahnärztlichen Tätigkeit wurde er mit kariesbedingten Zahnschäden bei Kleinkindern konfrontiert. Unter den Dreijährigen war Schnitzer zufolge „kaum ein Kind ohne Zahnschäden“. Er führte dies auf das „Schlemmerleben“ jener Zeit zurück, wozu er „das feine Essen, weisses Brot, süsses Gebäck, Schleckereien, Eiscreme, Schokolade usw.“ zählte. Damit wollte er sich nicht abfinden.
Aufgrund des schlechten Gebisszustandes der Dorfjugend führte Schnitzer von 1963 bis 1969 in Zusammenarbeit mit dem Bürgermeister der Gemeinde Mönchweiler eine Aufklärungsstudie durch – von ihm selbst „Aktion Mönchweiler“ bzw. „Mönchweiler Experiment“ genannt. Auf Vorschlag des Bürgermeisters und nach einem Vortrag Schnitzers stimmte der Gemeinderat der Beilage von Informationsblättern im örtlichen Gemeindeblatt zu. Die Bezirkszahnärztekammer Südbaden (Freiburg) sah hierin allerdings unerlaubte Werbung für die Zahnarztpraxis von Schnitzer. Knapp vier Wochen nach Verteilung des ersten Blattes der Gesundheit für unsere Jugend genannten Reihe leitete die Kammer ein Berufsgerichtsverfahren gegen Schnitzer ein. Nachdem die Medien über die „Aktion Mönchweiler“ und die Reaktion darauf berichteten, wandten sich mehrere Lebensreformer an Schnitzer. Mit dem IVG-Mitglied Werner Kollath kam es zu einem jahrelangen Briefwechsel. Bei der Hauptverhandlung vor dem Berufsgericht im November 1963 trat Kollath als Gutachter auf. Auch Max Otto Bruker, mit dem Schnitzer seit Anfang 1963 in schriftlichem Kontakt stand, und Helmut Mommsen waren anwesend, um ihn im Verfahren notfalls zu unterstützen. Schnitzer erhielt einen Verweis, da manche seiner veröffentlichten Äußerungen beleidigend gegen die Kammer gewesen seien. Eine Bestrafung wegen der „Aktion Mönchweiler“ wurde vom Berufsgericht hingegen abgelehnt. Allerdings legte die Bezirksärztekammer Berufung gegen die Entscheidung ein, da sie das Strafmaß für zu gering befand. Das Landesberufsgericht lehnte diesen Antrag im März 1964 ab.
Auf Anregung Kollaths propagierte Schnitzer im Rahmen der „Aktion Mönchweiler“ die Ernährung mit Vollkornprodukten. Im November 1963 schrieb Schnitzer über die Getreidemühle als das „wichtigste Küchengerät“. Ihre Wichtigkeit beruhe darauf, dass Vollkornmehl „direkt vor der Weiterverarbeitung in der Küche gemahlen werden kann, damit alle die wertvollen Fermente, Mineralstoffe und Vitamine erhalten bleiben.“ Zugleich veröffentlichte Schnitzer Rezepte zur Herstellung von „Frischkorngerichten“, „Vollkornbreien“, „Vollkornküchlein“ und „Vollkorngebäck“. Später kamen Anleitungen für das „Kollath-Frühstück“ und das „Bircher Müsli“ hinzu. Ab 1966 entwickelte Schnitzer eigene Getreidemühlen, die statt des Mahlwerks aus Stahl eines aus Stein verwendeten. So sollte die Oxidation der im Getreide enthaltenen Fettsäuren und Fermente reduziert werden. Unter dem Namen „Gallé-Getreidemühlen“ entstanden eine elektrische und eine Handgetreidemühle für den Hausgebrauch, zudem eine größere elektrische Standmühle für Bäckereien. 1971 wurde unter dem Label „Wir backen Schnitzer“ ein Lizenzsystem für Partnerbäckereien in Deutschland, Österreich und der Schweiz eingeführt. Seitdem lizenzierte Schnitzer Marke und Rezepturen an selbstständige Handwerksbäckereien, die sich dazu verpflichten, Getreide auf der eigenen Steingetreidemühle frisch zu vermahlen. 1975 nahm Schnitzer das Angebot der Bosch-Siemens Hausgeräte GmbH an, eine Getreidemühle für deren Küchenmaschine zu entwickeln. So entstand die „Bosch Getreidemühle System Schnitzer“, die 100 g feines Mehl pro Minute mahlt.
Seit den 1960er Jahren war Schnitzer als Sachbuchautor tätig. Zudem trat er als Koautor und Herausgeber von Publikationen in Erscheinung. Der 1969 gegründete Schnitzer-Verlag vertreibt hauptsächlich die eigenen Bücher, aber auch einige Werke anderer Sachbuchautoren. Darunter war auch Brukers Buch Unsere Nahrung – unser Schicksal, das erstmals 1970 unter dem Titel Schicksal aus der Küche im Schnitzer-Verlag erschien. Max Otto Bruker verließ den Schnitzer-Verlag, nachdem Schnitzer Brukers Bücher als „Schnitzer-Bücher“ und Brukers „Vollwertkost“ als „Schnitzer-Kost“ ausgab, zudem ohne Absprache Textergänzungen und -änderungen vornahm. Schnitzer behauptet, seine Ernährungsempfehlungen ab 1963 aus jahrzehntelangen Studien und den Beobachtungen des Zahnzustandes der Patienten abgeleitet zu haben. 1974 definierte er die „Schnitzer-Kost“ als „vitalstoffreiche Vollwert-Ernährung auf der Grundlage frisch gemahlener Vollgetreide, die so ausgerichtet ist, dass auch Zähne und Zahnfleisch als empfindlichste Gradmesser der richtigen Ernährung und Gesundheit vollständig gesund bleiben.“ Das erstmals 1975 veröffentlichte Hauptwerk Schnitzer-Intensivkost, Schnitzer-Normalkost: 14-Tage-Fahrplan für beide Kostformen erreichte bislang 16 Auflagen.
1982 erzielte Schnitzer mit der Vermarktung seiner Ideen um Gesundheit und Ernährung einen Jahresumsatz von fast 8 Millionen DM. Das Unternehmen hatte rund 60 Angestellte. Über die Hälfte des Umsatzes wurde mit dem Verkauf von Getreidemühlen generiert. Mehrere hundert Ärzte und Heilpraktiker unterstützten die Vermarktung in ihren Wartezimmern durch die Auslage von Werbebroschüren und Bestellzetteln für das „Schnitzer-System“ – gegen 10 % Provision. Rund 600 Bäcker konnten für Schnitzers Lizenzsystem gewonnen werden. Sie verpflichteten sich in ihrer Werbung, bei der Herstellung von Vollkorngebäck „ausschließlich keimfähiges, schonend und mahlfertig gereinigtes Schnitzer-Vollgetreide aus naturgemäßem Anbau“ zu verwenden. Dieses Getreide war rund ein Drittel teurer als das von anderen Bio-Anbietern.
1984 verkaufte Schnitzer einen Teil seines Geschäftes an einen Unternehmer aus Offenburg. Im Frühjahr 1986 wurde ein 1981 gegen Schnitzer eingeleitetes Verfahren wegen irreführender Werbung im Zusammenhang mit Lebensmitteln gegen Zahlung einer Geldbuße in Höhe von 10.000 DM eingestellt.
1989 gründete Schnitzer eine private Zahnklinik, die er bis 1997 leitete. Seit Ende der 1990er Jahre nutzte er das World Wide Web zur Verbreitung seiner Ideen und Positionen sowie zur Bewerbung und zum Verkauf der Schnitzer-Verlagserzeugnisse.

## Schnitzer-Kost
Schnitzer empfahl zur Prävention und Heilung verschiedener Krankheiten sowie zur Erhöhung der Lebenserwartung des Menschen zwei rohkostbetonte Diätvarianten:
- die „Schnitzer-Intensivkost“: hier ist nur vegane Rohkost zugelassen. Die Diät besteht aus einem morgendlichen „Schnitzer-Müsli“ in Form eines Frischkornbreies mit Obst und Nüssen. Mittags und abends werden verschiedene Blatt- und Wurzelgemüsesalate mit angekeimten Leguminosen und anderen Samen sowie gewürzten Zubereitungen aus Getreideschrot verzehrt.[13] Verboten sind erhitzte Speisen, Reis, Kartoffeln und auch Brot, weiterhin alle Lebensmittel tierischen Ursprungs. Die „Intensivkost“ kann laut Schnitzer zeitlich unbegrenzt angewendet werden. Man werde sich sättigend und vollwertig ernährt fühlen und habe gleichzeitig „die vitalisierende, gesundheitssteigernde, heilende Wirkung der ausschließlich rohen, lebendigen Nahrungsform, die man mit nur teilweise roher Nahrung nie erreichen kann“.[14]
- die „Schnitzer-Normalkost“: entspricht einer ovo-lacto-vegetabilen Kost mit hohem Rohkostanteil. Die Diät enthält alle Elemente der roh-pflanzlichen „Intensivkost“, ergänzt um zumeist hitzebehandelte Beilagen aus Vollkornteig, Kartoffeln, Obst, Milcherzeugnissen und Eiern.[13][15]

Kaffee, Alkohol und andere Genussmittel werden abgelehnt.
Zur Begründung behauptete Schnitzer, „vorgeschichtliche Naturvölker“ und auch die „Völker der frühen Hochkulturen“ seien „im wesentlichen gesund“ gewesen, „von schöner Gestalt und mit prächtigen, in wohlgeformten Reihen stehenden Zähnen ausgestattet“. Man könne das heute noch an Skelettfunden zum Beispiel aus Pompeji erkennen, das im Jahre 79 nach Christi Geburt von einem Ausbruch des Vesuv verschüttet wurde. Auch in den „sehr genauen Berichten des römischen Kaisers Caesar über seine Feldzüge“ finde man „keine Krankheiten erwähnt“. Gesundheit sei „selbstverständlich“ gewesen. Einige „Naturvölker“ hätten ihre „natürliche Gesundheit“ bis in die erste Hälfte des letzten Jahrhunderts bewahren können. In diesem Zusammenhang verweist Schnitzer auf die Forschungsergebnisse von Weston Price, der auf seinen Reisen zwischen 1924 und 1936 in der „Änderung der Ernährung“ die Ursache der „Degeneration der heutigen Zivilisationsmenschen“ gefunden habe. Die frühen Hochkulturen – China, Indien, Ägypten, Äthiopien, Rom, Griechenland, Inkas, Azteken – basierten laut Schnitzer alle auf Getreiden. Welche „besonderen Eigenschaften der Getreide“ dies ermöglicht habe, zeige Werner Kollath in seinem 1964 veröffentlichten Buch Getreide und Mensch, eine Lebensgemeinschaft. Erst als diese „Lebensgemeinschaft“ aufgekündigt wurde, hätten chronische Krankheiten und „Degeneration“ Einzug gehalten. Das menschliche Gebiss zeige, dass der Mensch ein Frugivore sei. Dies hätte schon 1938 der Hamburger Zahnarzt Richard Lehne in einem Artikel für die Zahnärztliche Rundschau mit „harten Fakten“ belegt. Für den Menschen „artgerecht“ sei folglich eine frugivore Ernährung. Die „heutige, überwiegend denaturierte und teils artfremde tierische Anteile enthaltene Nahrung“ entspreche nicht dem „genetischen Programm des Menschen“, weshalb sein Stoffwechsel damit nicht zurechtkomme, sondern „entgleisen“ müsse. Das „genetische Programm“ sei durch die Evolution nur für Rohkost entwickelt worden, „das heißt, für lebendige, nicht hitzedenaturierte, nicht gekochte, nicht gegrillte, nicht sterilisierte und nicht extrahierte, eben natürliche und naturbelassene Nahrung“. Höhere Organismen wie der Mensch sind laut Schnitzer darauf angewiesen, „ständig ‚Leben‘ aufzunehmen, um sich selbst ‚am Leben‘ zu halten“. Nur niedere, einzellige Lebewesen „wie die Bodenbakterien“ seien in der Lage, „tote Mineralien in organische, ‚lebendige‘ Wirkstoffkomplexe umzuwandeln“.
Neben einem Mangel an Vitalstoffen durch die übliche „denaturierte Zivilisationskost“ und Fastfood seien Einlagerungen von Eiweißüberschüssen, die vor allem aus tierischen Nahrungsmitteln (einschließlich Milch und Milchprodukten) stammten, eine der Hauptursachen chronischer Zivilisationskrankheiten, wie Bluthochdruck und weitere Herz-Kreislauf-Erkrankungen, Diabetes Typ II und dessen Spätfolgen wie Blutungen im Augenhintergrund (Erblindung), Diabetesgangrän, Nierenversagen (Dialyse), ferner Rheuma und Arthrosen und Beeinträchtigungen des Immunsystems. Auch Übergewicht sei nicht nur durch Fetteinlagerungen, sondern zusätzlich durch im Unterhautbindegewebe eingelagerte Eiweißüberschüsse mit verursacht, weil die vermehrten Bindegewebsfasern wie ein Schwamm erhebliche Mengen an Wasser speichern sollen. Für die Hautkrankheit Akne behauptet Schnitzer zunächst, sie sei eine Folge von „Verstopfung und giftiger Fäulnis“ im Enddarm, um sodann eine Ausscheidung gehärteter Nahrungsfette über die „Hautporen“ zu unterstellen, die zusammen mit Nahrungsproteinen tierischen Ursprunges für die „Verstopfung“ und Entzündung der „Poren“ verantwortlich sei.
Für die Umstellung von „krankmachender“ Zivilisationskost auf die von ihm propagierte „zivilisierte Urnahrung“ empfahl Schnitzer für eine kurze Übergangszeit eine Getreidesuppendiät, danach eine mehrwöchige Intensivkost und schließlich – zeitlich unbegrenzt – seine Normalkost. Die Intensivkost sieht eine tägliche Energiezufuhr von ca. 6300 kJ (1506 kcal) vor, wobei 5030 kJ (1202 kcal) oft schon zur Sättigung ausreichen sollen. Angeblich haben Rohköstler weniger Hunger. Die Normalkost hat dagegen rund 9200 kJ (2199 kcal). Schnitzer propagiert seine Diätempfehlungen auch zur Ernährung von Kindern. Empfohlen wird hierfür unter anderem ein sogenannter „Vollkorn-Schoppen“.
Das „Mönchweiler Experiment“ habe ergeben, dass die Kost das Risiko von Zahnkaries bei Kindern signifikant verringere. Schnitzer veröffentlichte die Ergebnisse erstmals 1965 in seinem Buch Gesunde Zähne von der Kindheit bis ins Alter durch richtige Ernährung, ein Gradmesser allgemeiner Gesundheit.

### Kritik

#### Ernährungsphysiologische Bedenken
Die Ernährungswissenschaftler Leitzmann, Keller und Hahn sehen für die Schnitzer-Normalkost die ernährungsphysiologischen Vorteile einer überwiegend pflanzlichen Ernährung mit hohem Rohkostanteil und geringer Verarbeitung der Lebensmittel. Allerdings wird die weitgehende Vermeidung gekochter Nahrungsmittel und ein sehr geringer Verzehr von Milchprodukten als Problem eingeschätzt: so könne es zu Unterversorgungen mit den Vitaminen D und B12, mit Zink, Jod, Eisen und Calcium kommen. Wegen des geringen Energie- und Proteingehaltes sowie unzureichender Nährstoffversorgung als Dauerkost nicht empfohlen wird die Schnitzer-Intensivkost. Auch Schnitzers Vorgaben für die Kinderernährung, insbesondere der „Vollkorn-Schoppen“, seien aus ernährungsphysiologischer und hygienischer Sicht nicht zu empfehlen.
Nach Einschätzung der Deutschen Gesellschaft für Ernährung (DGE) ist die Wahrscheinlichkeit eines Nährstoffmangels umso größer, je stärker die Lebensmittelauswahl eingeschränkt wird und je weniger abwechslungsreich die Ernährung ist. Bei veganer Ernährung bestehe das Risiko einer defizitären Zufuhr von Energie, Protein, langkettigen n-3 Fettsäuren, Eisen, Calcium, Jod, Zink, Riboflavin, Vitamin B12 und Vitamin D. Wegen der Risiken empfiehlt die DGE vegane Ernährungsformen für keine Altersgruppe. Insbesondere für Säuglinge, Kinder und Jugendliche rät sie „dringend“ davon ab. Abhängig von Alter und körperlicher Aktivität der Person liegen die DGE-Referenzwerte für die tägliche Energieaufnahme oft deutlich oberhalb des Energiegehaltes der Schnitzer-Kost, insbesondere der Intensivkost.
Im Rahmen eines Gerichtsgutachtens bemängelte der Wuppertaler Internist und Diabetesexperte Karl Jahnke:
- Der Eiweißgehalt der Schnitzer-Intensivkost sei – wie sich bei Analysen in Jahnkes Institut herausstellte – so niedrig, dass Jugendliche im Wachstumsalter, Frauen während der Schwangerschaft und Leistungssportler Schäden davontragen, wenn sie sich ausschließlich damit ernähren.
- Wegen des Mangels an Vitamin B-12 könne man „blutarm“ werden.
- Die kochsalzarme, vegetarische Schnitzer-Kost sei für Menschen, die unter der Addisonschen Krankheit leiden, lebensbedrohend.
- Ungünstig wirke sich der niedrige Energiegehalt (täglich 1500 Kilokalorien) der Intensivkost bei Patienten aus, die unter Krankheiten wie Tuberkulose oder Krebs leiden.[12]

#### Fehlende wissenschaftliche Begründung
Begriffe wie „denaturierte Zivilisationskost“ und „Fastfood“ beinhalten in ihrer eigentlichen Bedeutung keine Aussagen zum Gehalt an Mikro- und Makronährstoffen, werden in Schnitzers Werken dennoch undifferenziert mit einem Mangel an „Vitalstoffen“ und einem hohen Gehalt an gehärteten Nahrungsfetten und tierischen Proteinen in der Nahrung gleichgesetzt. Rohkost kann im Vergleich zu gegarter Kost zu einer unvollständigeren Verdauung führen, was die Aufnahme von manchen Vitaminen und Spurenelementen verschlechtern kann sowie Mangelerkrankungen und Blähungen begünstigt. Fraßgifte und die zum Teil gesundheitsschädlichen Lektine können nur im Wege der Verarbeitung, insbesondere durch Erhitzen, unschädlich gemacht werden, z. B. in Hülsenfrüchten. Schnitzers Behauptung, der Mensch, also die Art Homo sapiens, gehöre zu den Frugivoren (Früchteessern) und Nahrung tierischen Ursprunges sei folglich „artfremd“, widerspricht Erkenntnissen der Paläanthropologie, Medizin und Ernährungswissenschaft. Die in der Schnitzer-Kost verwendeten Nahrungspflanzen sind in der Regel Kulturpflanzen und werden erst seit etwa 10.000 Jahren gezüchtet (siehe Neolithische Revolution). Noch existente, sogenannte „Naturvölker“ ernähren sich nicht vegan oder gemäß Schnitzers Diätempfehlungen. Wissenschaftler machen die während der europäischen Jungsteinzeit erfolgte Ernährungsumstellung auf Getreidebreie und Brot für den tatsächlich kariesbedingt schlechten Zahnzustand von Skelettfunden aus dieser Zeit verantwortlich. Übergewicht wird nicht durch eingelagertes Wasser verursacht. Schnitzers Behauptungen zur Pathogenese von Diabetes mellitus, Bluthochdruck und Akne widersprechen wissenschaftlichen Erkenntnissen. So ignoriert er unter anderem die Existenz der Fettverdauung und den Erkenntnisstand über die Herkunft des Hauttalgs. Die behaupteten Vorteile der von Schnitzer empfohlenen Ernährungsumstellung werden in der Regel nicht wissenschaftlich belegt. Nach wissenschaftlichem Erkenntnisstand realistische Präventions- und Therapieziele lassen sich bereits mit weniger einschränkenden und risikobehafteten Ernährungsumstellungen erreichen.
Gerichtsgutachter Karl Jahnke stellte bei Schnitzer „irreführende Aussagen über Stoffwechselvorgänge, Entstehung, Ursachen und Pathophysiologie von Krankheiten“ fest. Der Bundesernährungsbericht gelangte 1984 zu dem Fazit, dass die von Schnitzer geforderte Nahrungsumstellung „weder erforderlich noch zu empfehlen“ sei. Auch Diabetiker könnten durch die Intensivkost nicht „geheilt“ werden, allenfalls sei ihre Krankheit in ein „latentes Stadium“ zurückzudrängen – wie es auch mit anderen Reduktionsdiäten möglich sei.

## Werke (Auswahl)
- Gesunde Zähne von der Kindheit bis ins Alter durch richtige Ernährung, ein Gradmesser allgemeiner Gesundheit. Bircher-Benner-Verlag, Zürich 1965.
- Gesundheit für unsere Jugend. Gesamtausgabe der Merkblätter aus der Aktion Mönchweiler 1963–1969, Schnitzer-Verlag, St. Georgen 1974.
- Gesund und vital durch Schnitzer-Kost: 4702 Personen berichten über ihre Erfolge. Schnitzer-Verlag, St. Georgen 1974.
- Schnitzer-Intensivkost, Schnitzer-Normalkost: 14-Tage-Fahrplan für beide Kostformen. Schnitzer-Verlag, St. Georgen 1975.
- Diabetes heilen – Biologische Heilbehandlung der Zuckerkrankheit und ihrer Spätfolgen. Schnitzer-Verlag, 1980.
- Der alternative Weg zur Gesundheit. Mosaik Verlag, München 1982, ISBN 3-570-01699-4.
- Die kausale Therapie der essentiellen Hypertonie. Haug-Verlag, Heidelberg 1987, ISBN 3-7760-0985-3.
- Risikofaktor Bluthochdruck: lebensbedrohend, aber heilbar. Heyne Verlag, München 1987, ISBN 3-453-00924-X.